# Мартиненго
Мартиненго (итал. Martinengo) — Коммуна в Италии, располагается в регионе Ломбардия, подчиняется административному центру Бергамо.
Население составляет 9138 человек (на 2004 г.), плотность населения составляет 407 чел./км². Занимает площадь 21 км². Почтовый индекс — 24057. Телефонный код — 0363.
Покровителем населённого пункта считается святая Агата. Праздник ежегодно празднуется 5 февраля.